# The Criminal Hypnotist
The Criminal Hypnotist è un cortometraggio del 1909 scritto e diretto da David W. Griffith.
Prodotto dalla American Mutoscope and Biograph Company, il film è interpretato da Owen Moore, Marion Leonard, Arthur V. Johnson, David Miles, Charles Inslee.
Al party, alcuni noti attori fanno una fugace apparizione in mezzo agli ospiti: nel gruppo, l'attrice Linda Arvidson, moglie di Griffith, e Tom Moore, noto attore e fratello di Owen, il protagonista del film. È il film d'esordio di Herbert Yost.

## Trama
A un ricevimento, gli invitati vengono intrattenuti da un celebre ipnotizzatore che, a fine serata, dopo aver ipnotizzato molti dei numerosi ospiti, sottopone allo stesso trattamento anche la figlia del padrone di casa. La ragazza si dimostra un ottimo soggetto e il professore decide di usarla per i propri scopi. Quando la incontra di nuovo, le ordina di andare a casa a rubare una grossa somma di denaro dalla scrivania di suo padre. La giovane gli obbedisce, ma non riesce a portare a compimento il furto perché è contrario al proprio codice morale. Quando ritorna dal professore, viene seguita dal fidanzato che affronta l'ipnotizzatore. Ma quest'ultimo lo mette fuori combattimento, lasciandolo legato e impotente. Poi, l'uomo si fa condurre dalla ragazza a casa, nello studio del padre, dove lui ruba il denaro. La giovane, rimasta sotto l'influsso dell'ipnosi, viene ritrovata dal padre che chiama subito un medico. Viene consultato un celebre luminare che riesce a indurre la ragazza a ripercorrere i suoi passi: seguendola, trovano il professore che sta per spiccare il volo. L'uomo viene costretto a risvegliare la sua vittima prima di essere preso in custodia dai poliziotti.

## Produzione
Il film fu prodotto dalla American Mutoscope and Biograph Company.

## Distribuzione
Il copyright del film, richiesto dall'American Mutoscope and Biograph Co., fu registrato il 12 gennaio 1909 con il numero H121531.
Distribuito dall'American Mutoscope and Biograph Company, il film - un cortometraggio di dieci minuti - uscì in sala il 18 gennaio 1909 programmato in split reel insieme al cortometraggio Those Boys!.
Non si conoscono copie ancora esistenti della pellicola che viene considerata presumibilmente perduta.